# São Pedro de Castelões
São Pedro de Castelões is een plaats (freguesia) in de Portugese gemeente Vale de Cambra en telt 7625 inwoners (2001).

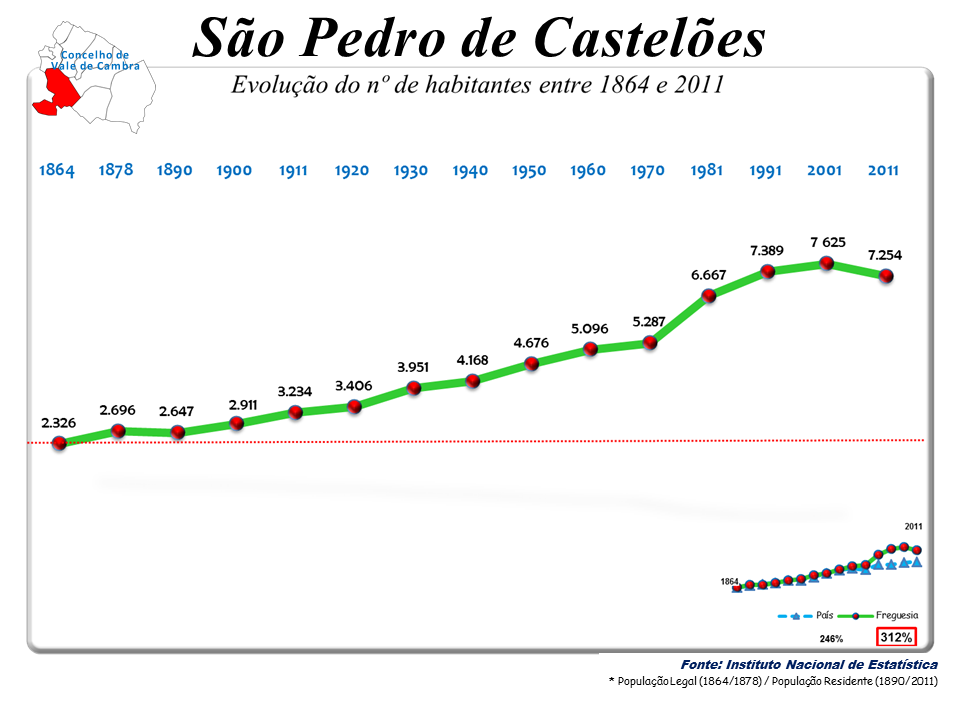
Bevolkingsontwikkeling tussen 1864 en 2011